# قيك بائين (درميان)
قيك بائين (بالفارسية: قیک پائین) هي مستوطنة تقع في إيران في قسم درمیان الريفي. يقدر عدد سكانها بـ 121 نسمة بحسب إحصاء 2016.